# Anna Maria Simó i Batlle
Anna Maria Simó y Alcalde (Arenys de Mar, 19 de marzo de 1838 - 19 de febrero de 1911), también conocida como Agneta Fanfa, fue una artesana catalana.

## Biografía
Anna Maria Simón i Batlle, hija de Joan Simón y Teresa Batlle se casa en 1859 con el mataronés Marià Castells y Diumeró y en 1862 inician el negocio de fabricación de puntas. Varias fuentes señalan que el negocio de las puntas ya era una tradición dentro de la familia de Anna Maria Simón.
Hasta que se murió el marido, en 1903, la empresa que forma el matrimonio trabaja en la realización de varios encargos de puntas siguiendo los modelos antiguos, pero creando también de nuevos. Al Museo de Arenys de Mar se conservan muchos de los patrones y de las matrices realizadas por la Casa Castells durante estos años. Anna Maria Simón tuvo ocho hijos; dos hijas grandes, Gertrudis y Josefa, colaboraron en la empresa familiar, puesto que se conservan patrones realizados por ellas. Pero fue junto con sus hijos Joaquim y Marià que Anna Maria Simón formó sociedad cuando se murió el marido.
El año 1906 llega uno de los encargos más importantes para la Casa Castells, el pañuelo de novia para el casamiento de la princesa Victoria Eugènia de Battenberg con el rey Alfons XIII. El diseño del pañuelo lo realiza Alexandre de Riquer, es adaptado por Marià Castells y Simón y realizado por las hermanas Ferrer, dos puntaires de Sant Vicenç de Montalt. En una fotografía realizada por Adolf Mas y publicada el 17 de junio de 1906 a la Ilustración Catalana, se puede ver Anna Maria Simón controlando el trabajo de las dos puntaires. El año 1908, en una visita del rey Alfons XIII en Arenys de Mar, los empresarios de la villa organizan una exposición de sus productos. El escrito de Salvador Castelló, anfitrión del rey y propietario de la Real Escuela de Avicultura, describe los objetos expuestos por la empresa de la Viuda Castells. El 19 de febrero de 1911 muere Anna Maria Simón y Alcalde.